# دايد تريجر 2
دايد تريجر 2 (بالإنجليزية: Dead trigger 2)
هي لعبة فيديو من منظور الشخص الأول تم تطويرها ونشرها من قِبل
شركة ماد فينجر. اطلقت في 23 اكتوبر 2013 لنظامي أندرويد  وآي أو أس
وفي 20 فبراير 2014 أطلقت للفيسبوك. مثل الجزء الأول دايد تريجر، دايد تريجر 2 تقوم على نمط اللاعب الواحد.

## طريقة اللعب
دايد تريجر 2 هي لعبة من منظور الشخص الأول، متاحة على أنظمة أندرويد
وآي أو إس ونظام ويندوز فون 8.1. تدور اللعبة حول إستكمال الأهداف مثل قتل
الزومبي (في بعض الأحيان يكون قتل الزومبي هو الهدف الوحيد). اللاعب لديه كمية
محدودة من الطاقة التي يتم تحديثها في بداية كل مهمة. اللاعب يفقد الطاقة عندما يتعرض
للضرب من الزومبي أو بعض المخاطر البيئية الأخرى (مثل الإشعاع). يمكن للاعب استعادة الطاقة
من أخذ حبوب الشفاء.

## وصلات خارجية
- دايد تريجر 2 على موقع ماد فينجر[وصلة مكسورة]
- دايد تريجر 2 على موقع غيم سبوت
- مراجعة لعبة دايد تريجر 2 على موقع pacogames